# The World’s 50 Best Restaurants

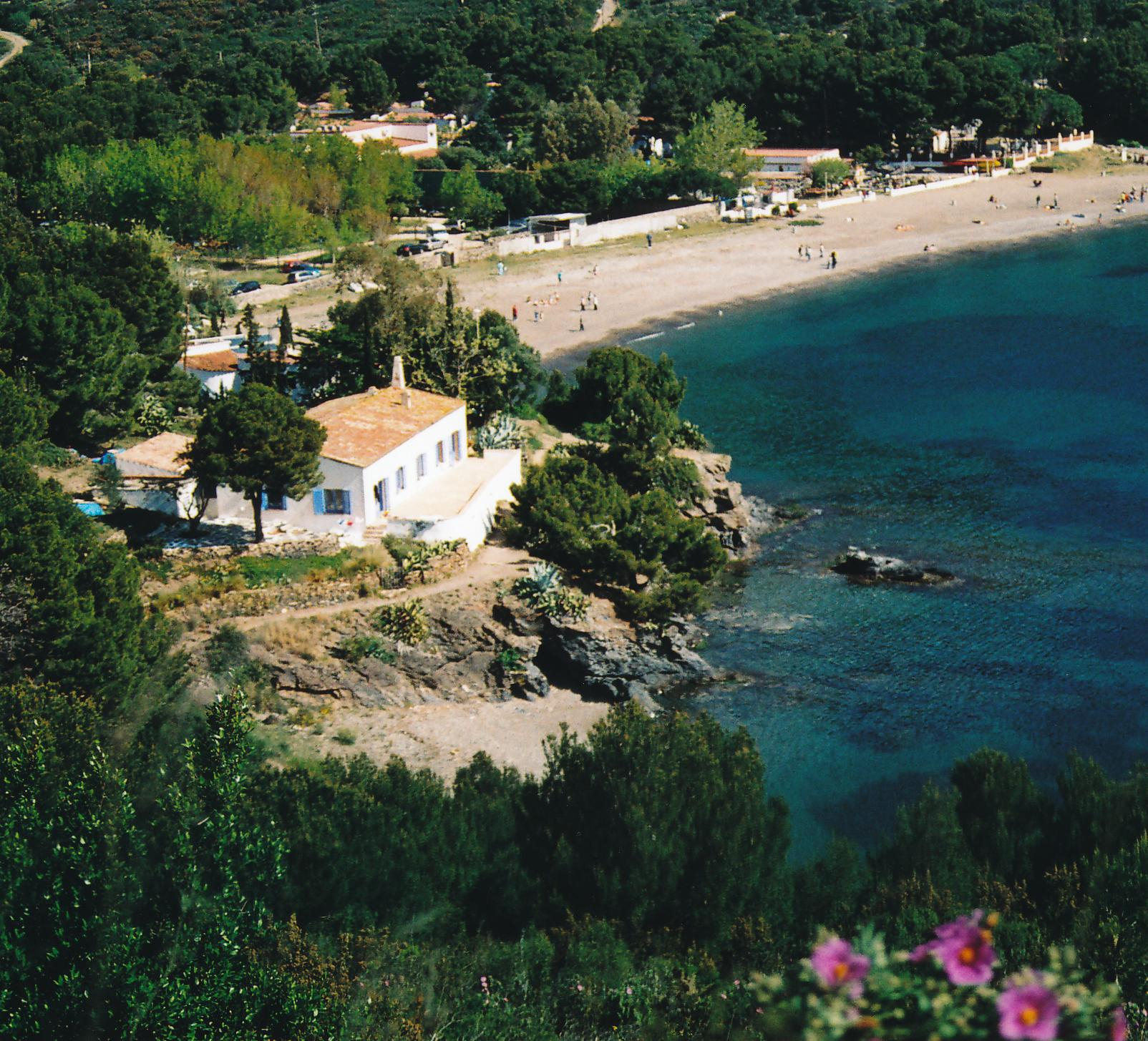
Cala Montjoi. Na pierwszym planie „Casa del General”, obok El Bulli trzygwiazdkowa restauracja Michelin prowadzona przez szefa kuchni Ferrana Adrià.

The San Pellegrino World's 50 Best Restaurants - nagroda branży gastronomicznej, przyznawana od 2002 przez magazyn kulinarny Restaurant, w oparciu o ankietę sporządzaną przez smakoszy, restauratorów, szefów kuchni i krytyków kulinarnych. Pozycjonuje 50 najlepszych, według jury, restauracji świata.

## Kwalifikacje
Nagroda ma opinię promującej nowe trendy kulinarne i poszukiwania w kuchni. Każdy z członków jury (głosujących jest ośmiuset), musi odwiedzić restauracje na które głosuje w ciągu 18 miesięcy przed wydaniem werdyktu. Są zobowiązani do głosowania na restaurację zarówno ze swojego regionu, jak i spoza niego. 

## Najlepsze restauracje
- 2019: Mirazur, Mentona (Francja)[1]
- 2018: Osteria Francescana, Modena (Włochy)
- 2017: Eleven Madison Park, Nowy Jork (USA)
- 2016: Osteria Francescana, Modena (Włochy)
- 2015: El Celler de Can Roca, Girona (Hiszpania)
- 2014: Noma, Kopenhaga (Dania)
- 2013: El Celler de Can Roca, Girona (Hiszpania)
- 2012: Noma, Kopenhaga (Dania)
- 2011: Noma, Kopenhaga (Dania)
- 2010: Noma, Kopenhaga (Dania)
- 2009: El Bulli, Roses (Hiszpania)
- 2008: El Bulli, Roses (Hiszpania)
- 2007: El Bulli, Roses (Hiszpania)
- 2006: El Bulli, Roses (Hiszpania)
- 2005: The Fat Duck, Bray, (Anglia)
- 2004: The French Laundry, Yountville (Hrabstwo Napa, USA)
- 2003: The French Laundry, Yountville (Hrabstwo Napa, USA)
- 2002: El Bulli, Roses (Hiszpania)